# 리원량
리원량(중국어: 李文亮, 병음: Lǐ Wénliàng, 1985년 10월 12일~2020년 2월 7일)은 중국의 안과 의사이다. 2019년 12월 30일, 신종 코로나바이러스 감염병의 외부 공개를 주도한 의료진 중 한 명이었다. 2020년 1월 3일, 우한 경찰은 리원량을 소환하여 인터넷에 허위 사실을 올린 혐의에 대해 경고와 훈계를 했다. 사건 후에도 그는 치료의 최전선에서 활동했으나 결국 코로나바이러스감염증-19에 감염되어 사망했다.

## 생애

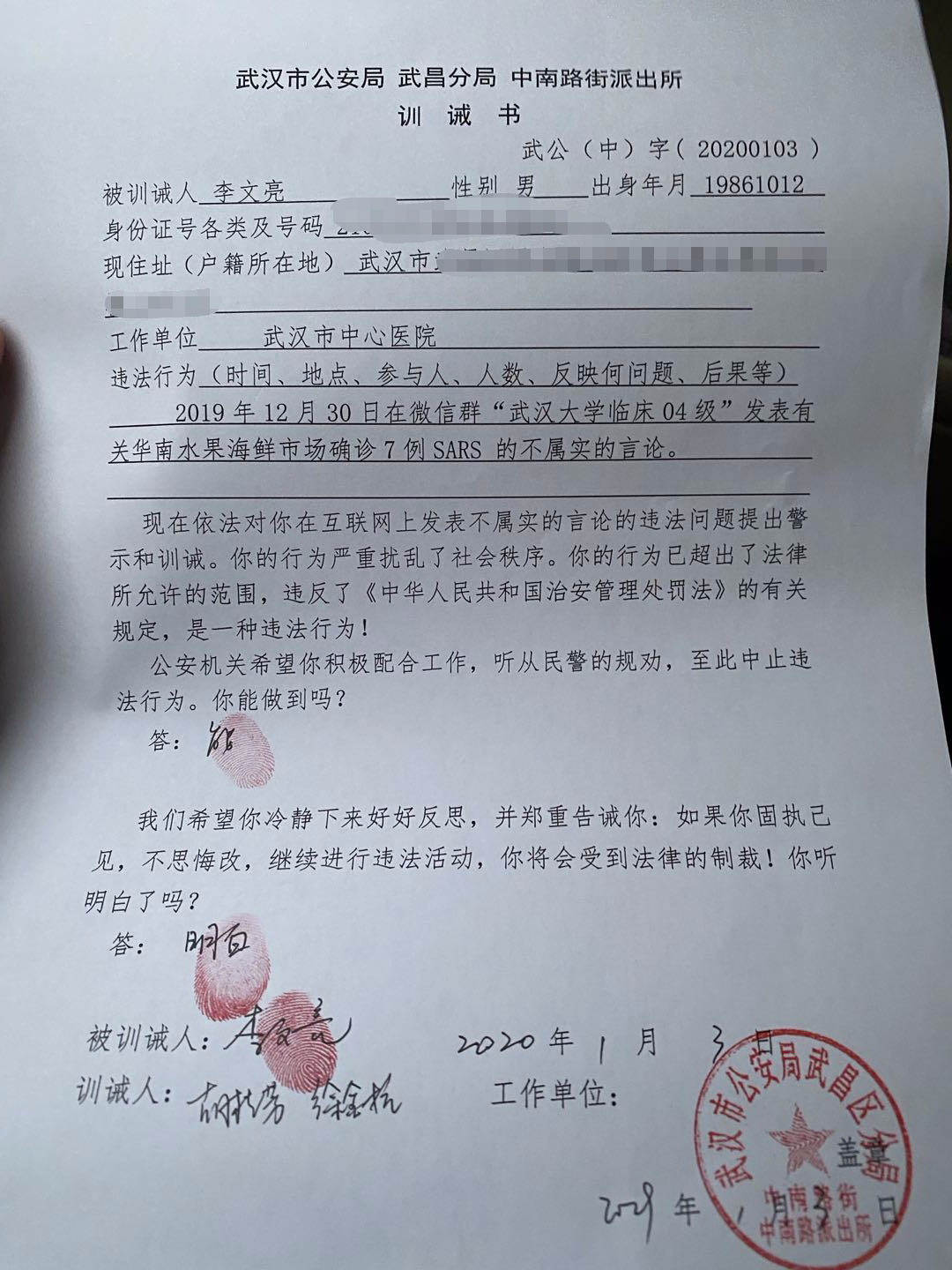
중국 공안이 리원량에게 새로운 바이러스에 대한 소문을 퍼뜨리지 말라고 한 명령서

리원량은 1985년 랴오닝성 진저우시의 현급시인 베이전시의 만주족 가정에서 태어났다. 2004년 우한 대학에 입학하여 7년 동안 임상의로 공부했다. 의사 자격을 얻은 후 샤먼에서 3년간 근무한 후, 2014년 우한으로 돌아와 우한시중심병원에서 안과 의사로 근무했다.
2019년 12월 30일, 리원량은 사스 코로나바이러스에 대해 높은 신뢰도로 양성 반응을 보이는 환자 보고서를 보았다. 17시 43분, 의대 동급생의 위챗 그룹에 "우한화난수산물도매시장에서 7건의 사스 증상이 확인되었다."라고 올렸다.
보고서와 환자의 CT 촬영 결과도 올렸다. 18시 42분에 "최신 뉴스는 코로나바이러스 감염은 확인되었고, 바이러스의 아형 분석이 진행 중."이라고 덧붙이고, 코로나바이러스가 무엇인지에 대해 설명했다.
리원량이 위챗 그룹에 올린 글은 이름이 드러난 채로 인터넷에 올라왔다. 2020년 1월 3일, 우한 공안국은 "인터넷에 부정적 발언을 올렸다."는 이유로 그를 소환하여 경고와 훈계조치 했다.
1월 8일, 병원에서 코로나바이러스에 감염된 환자를 보다가 코로나바이러스에 감염되었다. 1월 10일에 열이 나고 기침을 시작했으며, 곧 악화되었다. 1월 12일, 그는 격리되어 집중치료실로 이송되어 치료를 받았다. 새로운 바이러스에 대한 진단 키트가 없었기 때문에 바이러스 감염에 대한 확진은 2월 1일까지 이뤄지지 않았다. 그의 동료와 가족들도 바이러스에 감염되었다.

## 사망
2월 6일, 중국 국영 언론은 리원량이 34세의 나이로 우한시 장안구에 위치한 우한시 중심병원에서 사망했다고 보도했다. 중국 신문 주간의 보도에 따르면, 오후 9시 30분에 심장 박동이 멈추었고, 체외막산소공급(ECMO)이 시도되었다. 몇몇 소식통에 의하면 ECMO는 심장 박동이 멈춘 후 3시간 동안 생명 유지를 위해 사용되었다.
세계 보건 기구(WHO)는 리원량의 사망 이후에 "리원량의 죽음에 애도를 표한다."고 트위터에 올렸으나 몇 시간 후, 우한시 중심병원은 의사가 매우 심각한 상태이지만, 보도와는 달리 아직 살아았다고 보고했다. 이에 따라 리원량의 죽음을 보도했던 보도는 중국의 뉴스 매체에서 삭제되었다. 하지만 우한시 중심병원은 리원량이 죽었다는 사실을 확인해 주었으며, 2020년 2월 7일 새벽 2시 58분에 사망했다고 알렸다.
SNS의 추모글에 막대한 조회수가 몰렸지만, 중국 당국에서는 리원량에 관련된 글을 모조리 삭제하고 있다. 한편 리원량의 어머니는 경찰에 부당한 침묵 강요에 대해 해명을 요구하였다.
사망에 관련하여 가짜뉴스도 기승을 부리고 있는데, 리원량이 사망 직전에 남겼다던 명언은 가짜로 판명되었고, 리원량의 부인을 사칭해 기부를 구걸하는 경우도 있어서 부인이 SNS에 개인 기부를 받지 않는다고 해명해야 했다.
2020년 3월 20일, 중국 정부는 리원량의 처벌을 취소하였다.

## 같이 보기
- 카를로 우르바니 - 2003년 최초로 중증급성호흡기증후군의 위험성을 경고한 뒤 해당 질병으로 사망